# Evangelische Kirche (Lichtenau)

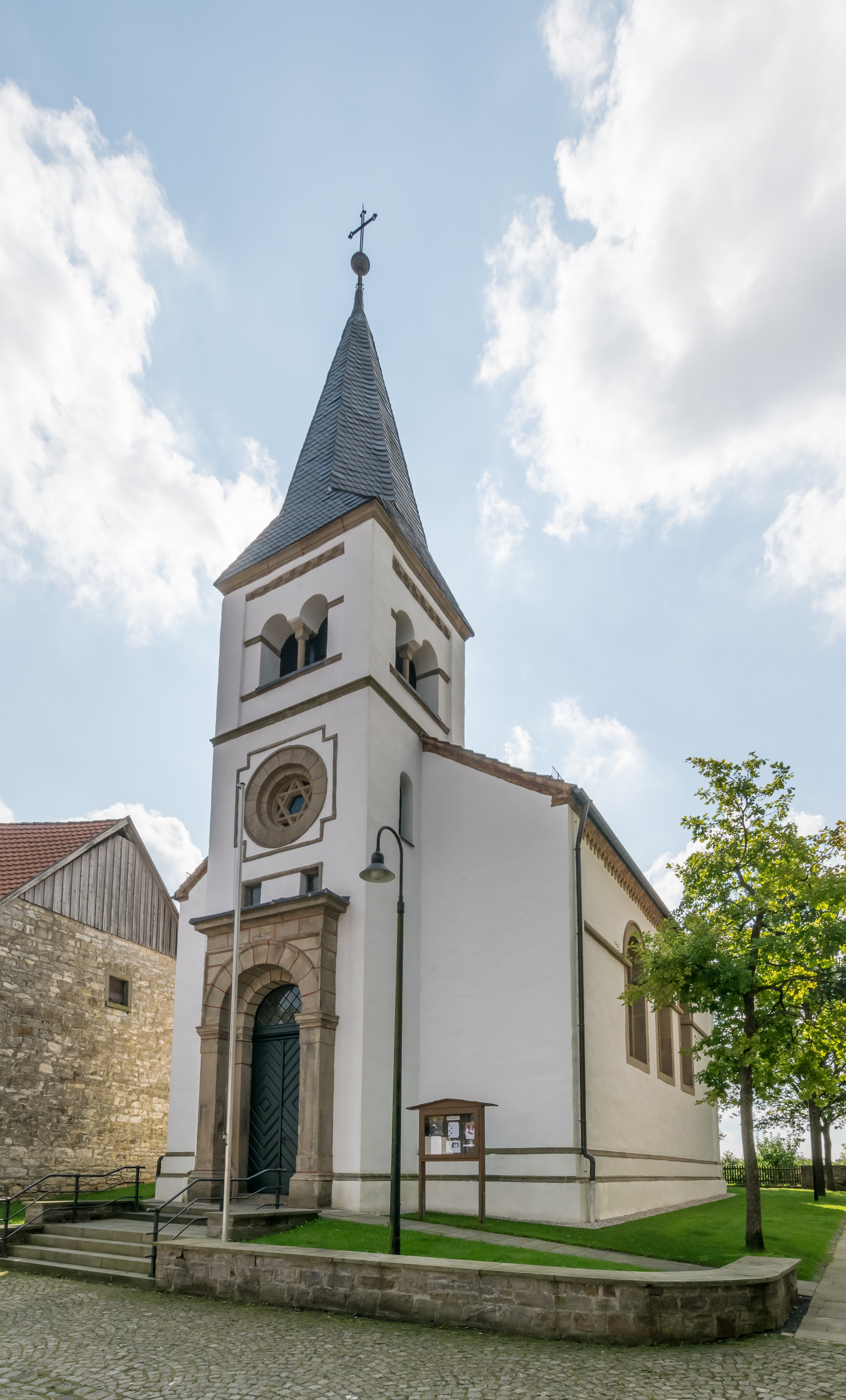
Lichtenau – 4. September 2017 – Evangelische Kirche

Die evangelische Kirche Lichtenau steht im gleichnamigen Ort Lichtenau im Kreis Paderborn. Das Gotteshaus befindet sich neben der Lichtenauer Burg, in der Mitte des Ortes.

## Geschichte
Die aus den Jahren 1853 bis 1854 stammende Saalkirche auf abgetrepptem Sockel mit profilierten Gesimsen gehört zu den ältesten evangelischen Kirchen im Paderborner Land. Sie wurde am 16. November 1854 feierlich eingeweiht.

## Orgel
Die Orgel der Kirche wurde von den Orgelbauern Balthasar Conrad Euler und Georg Carl Kuhlmann aus Gottsbüren gefertigt und zusammen mit der Kirche eingeweiht. Das Instrument mit seinen zehn Registern ist weitgehend original erhalten.
| Manualwerk C– |              |    |
| 1.            | Principal    | 4′ |
| 2.            | Gedackt      | 8′ |
| 3.            | Fernflöte    | 8′ |
| 4.            | Gemshorn     | 4′ |
| 5.            | Gedacktflöte | 4′ |
| 6.            | Octave       | 2′ |
| 7.            | Mixtur III   |    |

| Pedal C– |               |     |
| 8.       | Subbass       | 16′ |
| 9.       | Prinzipalbass | 8′  |
| 10.      | Flöte         | 4′  |

- Koppel: Pedalkoppel

Der Baumeister des Kirchengebäudes war vermutlich Clemens August H. Uhlmann. Im Jahre 1890 folgte die Übergabe des Kirchturms. Im Kirchturm befindet sich ein rundes Fenster mit einer aus Stein gefertigten Fensterfassung, die die Form eines Davidsterns besitzt. Durch ein Gnadengeschenk des Kaisers Wilhelm II. erhielt der Kirchturm noch im gleichen Jahr eine Glocke. 1963 wurden zwei weitere Glocken, sowie ein elektrisches Läutwerk beschafft. Eine Renovierung des Gotteshauses fand zuletzt in den Jahren 1980–1989 statt.